# Dypsis ampasindavae
Espèce
Synonymes
- Neodypsis loucoubensis Jum.[1],[2],[3]

Statut de conservation UICN

 CR D : 
En danger critique
Dypsis ampasindavae est une espèce de plantes de la famille des Arecaceae.

## Publication originale
- Palms of Madagascar 153. 1995.